# Associazione Sportiva Fascista Empoli 1931-1932
Questa pagina raccoglie i dati riguardanti l'Associazione Sportiva Fascista Empoli nelle competizioni ufficiali della stagione 1931-1932.

## Rosa
| N. |                   | Ruolo | Calciatore      |
| -- | ----------------- | ----- | --------------- |
|    | Italia (bandiera) | C     | Aldo Arrighi    |
|    | Italia (bandiera) | D     | Piero Bandini   |
|    | Italia (bandiera) | P     | Loris Borgioli  |
|    | Italia (bandiera) | C     | Mario Marini    |
|    | Italia (bandiera) | D     | Dino Pagliai    |
|    | Italia (bandiera) | A     | Emilio Piccioli |

| N. |                   | Ruolo | Calciatore         |
| -- | ----------------- | ----- | ------------------ |
|    | Italia (bandiera) | D     | Hervè Romboli (II) |
|    | Italia (bandiera) | A     | Metello Rossetti   |
|    | Italia (bandiera) | D     | Duilio Segoni      |
|    | Italia (bandiera) | A     | Antonio Viviani    |
|    | Italia (bandiera) | D     | Corrado Volpe      |
|    | Italia (bandiera) | A     | Ettore Zini        |